# Unite!
Unite! è un brano musicale della cantante giapponese Ayumi Hamasaki, pubblicato come suo ventitreesimo singolo l'11 luglio 2001. Unite! è anche il sesto singolo della cantante sul mercato tedesco, dove è stato pubblicato il 18 ottobre 2004. Il singolo è arrivato alla prima posizione della classifica Oricon dei singoli più venduti in Giappone ed ha venduto 571 110 copie.

## Tracce
CD singolo AsiaAVCD-30275
Testi e musiche di Ayumi Hamasaki.
1. Unite!
2. Unite! (Huge UR-Chin mix)
3. Unite! (hecco's club vocal mix)
4. Unite! (re-Formation MIX)
5. Endless sorrow (Dub's Forever Mercy Mix)
6. Unite! (PROJECT O.T ATOMIX MIX)
7. Unite! (PSYCHO TRANCE MIX)
8. Unite! (No.1 Blueberry Wonderful)
9. Key (nicely nice waterfowl remix)
10. Unite! (Instrumental) – 5:00

Durata totale: 58:29

## Classifiche
| Classifica (2001)           | Posizione più alta |
| --------------------------- | ------------------ |
| Oricon Weekly Singles Chart | 1                  |